# Kacper Drobik
Kacper Drobik (ur. 5 kwietnia 2006) – polski lekkoatleta specjalizujący się chodzie sportowym.

## Kariera
W 2022 Kacper Drobik zajął trzecie miejsce w chodzie na 5000 m na halowych mistrzostwach U18 w Rzeszowie. Zdobył także złoto w hali na 5000 m i srebro mistrzostw Polski na otwartym stadionie na 10 000 m w kategorii juniorów młodszych w 2023 roku. W 2024 zdobył srebro mistrzostw Polski w hali na dystansie 5000 m w kategorii U20.
W 2025 wywalczył brązowy medal na halowych mistrzostwach Polski seniorów na dystansie 5000 m.
Od 2020 roku reprezentuje klub RK Athletics Warszawa. Trenerem od 2024 roku jest Iryna Koval. Wcześniej rolę tę pełnili Robert Korzeniowski i Andrzej Chyliński.

## Osiągnięcia

### Seniorzy – krajowe
| Rok  | Impreza                            | Miejsce | Konkurencja    | Pozycja    | Wynik    |
| ---- | ---------------------------------- | ------- | -------------- | ---------- | -------- |
| 2025 | Halowe mistrzostwa Polski seniorów | Toruń   | chód na 5000 m | 3. miejsce | 21:44,42 |

### Juniorzy – krajowe
| Rok  | Impreza                                      | Miejsce | Konkurencja      | Pozycja    | Wynik    |
| ---- | -------------------------------------------- | ------- | ---------------- | ---------- | -------- |
| 2022 | Halowe mistrzostwa Polski juniorów młodszych | Rzeszów | chód na 5000 m   | 3. miejsce | 26:43,26 |
| 2023 | Halowe mistrzostwa Polski juniorów młodszych | Rzeszów | chód na 5000 m   | 1. miejsce | 22:54,62 |
| 2023 | Mistrzostwa Polski juniorów młodszych        | Chorzów | chód na 10 000 m | 2. miejsce | 48:35,83 |
| 2024 | Halowe mistrzostwa Polski juniorów           | Wrocław | chód na 5000 m   | 2. miejsce | 22:38,73 |